# Perry Belmont
Perry Belmont (ur. 28 grudnia 1851 w Nowym Jorku, zm. 25 maja 1947 w Newport) – amerykański polityk, dyplomata, członek Partii Demokratycznej.

## Działalność polityczna
W okresie od 4 marca 1881 do rezygnacji 1 grudnia 1888 przez cztery kadencje był przedstawicielem 1. okręgu wyborczego w stanie Nowy Jork w Izbie Reprezentantów Stanów Zjednoczonych. Od 1888 do 1889 był ministrem pełnomocnym Stanów Zjednoczonych w Hiszpanii.
Jego rodzicami byli Caroline Slidell Perry i August Belmont, a bratem Oliver Belmont.